# Plukenetia
Plukenetia L. è un genere di piante appartenenti della famiglia delle Euforbiacee.

## Tassonomia
Comprende le seguenti specie:
- Plukenetia africana Sond.
- Plukenetia ankaranensis  L.J.Gillespie
- Plukenetia brachybotrya Müll.Arg.
- Plukenetia carabiasiae J.Jiménez Ram.
- Plukenetia carolis-vegae Bussmann, Paniagua & C.Téllez
- Plukenetia conophora Müll.Arg.
- Plukenetia corniculata  Sm.
- Plukenetia decidua L.J.Gillespie
- Plukenetia huayllabambana Bussmann, C.Téllez & A.Glenn
- Plukenetia lehmanniana (Pax & K.Hoffm.) Huft & Gillespie
- Plukenetia loretensis Ule
- Plukenetia madagascariensis Leandri
- Plukenetia multiglandulosa Jabl.
- Plukenetia penninervia Müll.Arg.
- Plukenetia polyadenia Müll.Arg.
- Plukenetia procumbens Prain
- Plukenetia stipellata L.J.Gillespie
- Plukenetia supraglandulosa L.J.Gillespie
- Plukenetia verrucosa Sm.
- Plukenetia volubilis L.